# Władimir Penew
Władimir Nikonow Penew, bułg. Владимир Николов Пенев (ur. 24 października 1958 w Sofii) – bułgarski aktor teatralny i filmowy, w 2013 minister kultury.

## Życiorys
Syn dziennikarza Nikoli Penewa. Absolwent Narodowej Akademii Sztuk Teatralnych i Filmowych w Sofii (1982). Został później wykładowcą na tej uczelni oraz na Nowym Uniwersytecie Bułgarskim. Wystąpił w licznych spektaklach teatralnych i produkcjach filmowych. Był aktorem teatrów w Sofii i Warnie, występował w krajowych produkcjach filmowych i telewizyjnych (m.in. Śmieć, Agent pod przykryciem, I Gospod sleze da ni widi oraz Love.net). Laureat krajowych nagród teatralnych. Od lat 80. zajmował się także dubbingiem, prowadził również programy telewizyjne. W marcu 2013 objął funkcję ministra kultury w przejściowym gabinecie Marina Rajkowa, którą pełnił do maja tegoż roku.